# Емца (река)
Емца (рус. Емца) је река у Плесетски и Холомогродском округу и у граду Мирни у Русији. То је лева притока реке Сјеверна Двина. Дуга је 188 km (117 mi), а површина њеног басена износи 14.100 km2 (5.400 sq mi). Њене главне притоке су Мехренга (десно), Тиогра (лево), Вајмуга (лево) и Бољшаја Чача (десно).
Резервоар Емце се налази источно од Плесетског округа, јужно од округа Холмогорски и неколико подручја у северним деловима Ниандомског и Шенкурског округа. Осим тога, територија подређена граду Мирни у потпуности лежи у границама слива реке Емца. У ниском правцу, Емца се са југа граничи са Сијски Заказником, федералном заштићеном природом.
Извор Емце се налази у Плесетском округу, северозападно од насеља Плесецк и неколико километара источно од реке Оњега (која не припада сливу Сјеверне Двине). Емца тече на североистоку. Урбано насеље Савинског, налази се на десној обали реке. Насеље урбане врсте и железничка станица града Емца нису лоциране на реци. Низводно од Савинског, Емца прелази на територију града Мирни, а одатле у Холмогорски округ, где прихвата са десне њену највећу притоку, Мехренга. Близу ушћа, на левој обали налази се историјско село Јемецк.
Доњи део речног тока 10 km (6 mi) (низводно од села Јемецк) је плован.